# Vivaldi
Vivaldi — інтернет-браузер, створений компанією Vivaldi Technologies на основі вільного браузера Chromium і рушія Blink як ідейний послідовник Opera 12. Перша тестова версія стала доступна 27 січня 2015 року.

## Історія
Після того, як один із засновників Opera Software Йон Стефенсон фон Течнер 30 червня 2011 року через розбіжності з радою директорів і менеджментом покинув компанію, він створив компанію Vivaldi Technologies, яка зайнялася розробкою власного браузера.
Vivaldi покликаний задовольнити користувачів, які бажали функцій Opera 12, видалених із пізніших версій, не потребуючи для цього встановлення окремих доповнень. Ряд функцій, як-от бічна панель, режими візуального подання вебсторінки, нотатки, візуальні вкладки, кошик із закритими вкладками та багато інших, було перенесено з останньої версії браузера Opera 12, зробленого на рушієві Presto. Зовнішній вигляд браузера Vivaldi також нагадує Opera 12. З нових функцій планувалися синхронізація даних користувача між різними пристроями, інтегрований поштовий клієнт, підтримка розширень і багато іншого.
За перші 10 днів після своєї появи браузер був завантажений пів мільйона разів. Трохи більше, ніж за місяць, з 27 січня по 5 березня 2015 року, до того моменту, коли вийшла версія Technical Preview 2, Vivaldi був завантажений понад 700 тисяч разів.
Перша стабільна версія браузера вийшла 6 квітня 2016 року. У версії 1.1, що вийшла 26 квітня 2016 року, через поновлення Chromium до версії Chromium 50, перестали підтримуватися операційні системи Windows до версії Windows Vista включно, а також Mac OS X до версії 10.9. Подальше оновлення браузера для цих ОС було припинено.

## Функції
Одна з головних особливостей Vivaldi — це можливість розташовувати вкладки з відкритими вебсторінками не лише вгорі, як у більшості браузерів, а також знизу, ліворуч і праворуч. В останніх двох випадках вони зображаються як мініатюри сторінок. Кілька вкладок можуть збиратися у групи чи зберігатися в «сесії» для перегляду пізніше. Впродовж сеансу користування закриті вкладки переміщаються до «смітника», звідки їх можна відкрити повторно.
Сторінку можна переглядати в чорно-білому варіанті, без обраних блоків, у режимі читання (без зайвих зображень і зі збільшеним шрифтом), з виділенням наведених елементів, мінікартою сторінки тощо. Браузер здатний заощаджувати трафік, не відображаючи зображення, або відображаючи тільки кешовані.
Бічна панель функціонально повторює панель з Opera: вона дозволяє групувати закладки у папки, переглядати список завантажень, зберігати текстові нотатки та читати електронну пошту. Подібно до Opera 12, у ній можна закріпити будь-який вебсайт і переглядати його у додатковій бічній панелі поряд із поточною сторінкою.
Аналогічно до багатьох сучасних браузерів і Opera, де ця функція з'явилася вперше, в окремій вкладці відкривається «швидкий набір» зі значками обраних сайтів. На відміну від новіших версій Opera, у Vivaldi замість значка можна поставити власне зображення.
Браузер підтримує багато колірних тем оформлення, надаючи користувачам змогу створювати і власні. Заголовок вікна пропонується відображати одноколірним, або з фоновим малюнком. Тема вікна може підлаштовуватися під гаму сайту, відкритого в активній вкладці, а також змінюватися за розкладом. Крім того, вона може синхронізуватися з пристроями, що мають змінну підсвітку Razer Chroma, або Philips Hue.
Подібно до Opera, Vivaldi підтримує керування жестами. Наприклад, рух мишкою вниз із затиснутою ЛКМ відкриває нову порожню вкладку. Прямо з браузера можливо створювати нагадування чи задавати відлік таймера. До браузера вбудовано блокувальник реклами.

## Історія версій
Technical Preview 1 (27 січня 2015 року). Групування вкладок, різне розташування панелі вкладок, нотатки, швидкий набір, менеджер закладок, менеджер завантажень, швидкі команди, жести мишкою, дії над сторінками, бічна панель, кольорові вкладки, мініатюри сторінок у вкладках, відкриття нещодавно закритих вкладок, гарячі клавіші.
Technical Preview 2 (5 березня 2015 року). Панель закладок, завантаження зображень на вимогу, перемотка в кінці панелі вкладок, просторова навігація.
Technical Preview 3 (28 квітня 2015 року). Розташування групи вкладок в одному вікні відкритими одночасно, позначення непереглянутих сторінок, встановлення домашнього вікна, автоматичне оновлення, імпорт до браузера персональних даних, плагіни на вимогу, позначення фонових вкладок.
Technical Preview 4 (16 липня 2015 року). Налаштування запуску, колірні схеми оформлення, масштабування інтерфейсу, підтримка HiDPI, закріплення вкладок, менеджер завдань.
Beta 1 (3 листопада 2015 року). Вебпанелі, спрощення інтерфейсу сторінок (Chromeless UI), візуальне перемикання вкладок, приватні вікна, позначення прогресу завантаження, список введених адрес, згладжування при прокручуванні, геолокація, підтримка HTML 5 H.264, AAC і MP3, підтримка розширень.
Beta 2 (18 грудня 2015 року). Швидке закриття вкладок, смітник вкладок і закладок, приховування панелей, вимкнення звуку в конкретних вкладках, сповіщення HTML 5, загальні налаштування шрифтів, вибір кодування символів за промовчуванням, переміщення вкладок між вікнами.
Beta 3 (4 березня 2016 року). Експортування закладок, мастшабування сторінок, загальне/індивідуальне масштабування сторінок, подвійне клацання на вкладці для закриття, налаштування кольору вкладок, керування відкриттям/закриттям вкладок, сесії, «сон» вкладок, відладник CSS.
1.0 (6 квітня 2016 року). Пропозиції в пошуку, сторінка привітання, мінімізація вкладок за клацанням.
1.1 (26 квітня 2016 року). Закриття всіх вкладок при клацанні «закрити» й затисненні Alt, відкриття посилань у поточній групі вкладок, комбінація клавіш для відключення / включення всіх інших комбінацій, налаштування закриття вкладок, імпорт швидкого набору з Opera 12, «сон» груп кладок.
1.2 (2 червня 2016 року). Редагування жестів мишкою, налаштування вмісту нової вкладки за промовчуванням, одночасне закриття обраних вкладок, скорочення клавіш для редагування вебадреси.
1.3 (11 серпня 2016 року). Редагування колірних схем оформлення, взяття зразка кольору для схем, налаштування поведінки WebRTC IP.
1.4 (8 вересня 2016 року). Налаштування ширини вебпанелей, зміна колірних схем за розкладом, відкриття закритих вкладок клацанням коліщатком мишки по «смітнику».
1.5 (22 листопада 2016 року). Переміщення вкладок між вікнами за принципом «перетягни і кинь», синхронізація оформлення з підсвіткою Philips Hue, автоматичні скриншоти в нотатках, перехід у режим читання з рядка адреси, поступові оновлення, підтримка Chromecast, пошук виділеного тексту через контекстне меню.
1.6 (15 грудня 2016 року). Сповіщення від вкладок, перейменування груп вкладок, вибір вкладок за доменом.
1.7 (8 лютого 2017 року). Інструмент зняття скринштотів, ввімкнення/вимкнення звуку в усіх вкладках, налаштовуване розширення доменів вищого рівня, налаштування показу значків доповнень, повідомлення з HTTP вебсайтів про вимогу пароля.
1.8 (29 березня 2017 року). Відображення історії: візуальне або структуроване, створення нотаток за принципом «перетягни і кинь», керування автоматичним оновленням (тільки у Windows), пошук вказаного зображення через контекстного меню.
1.9 (27 квітня 2017 року). Відновлення видалених вебпанелей, інтеграція з пошуковою системою Ecosia, перегрупування значків розширень, скриншот виділеної області, сортування нотаток.
1.10 (15 червня 2017 року). Власні мініатюри у «швидкому наборі», docked developer tools, керовані через розширення нові вкладки, сортування завантажень, автоматичне встановлення шпалер робочого столу як фону «швидкого набору» (тільки у Windows 8 та 10).
1.11 (10 серпня 2017 року). Налаштування режиму читання, налаштування чутливості жестів, вимкнення анімації .gif, додаткові кнопки «швидкого набору», оновлений значок Vivaldi та фон установника.
1.12 (20 вересня 2017 року). Показ інформації про зображення, показ інформації про завантажувані файли, налаштування колірної насиченості браузера.
1.13 (22 листопада 2017 року). Захист від випадкового скасування завантажень, відновлення незавершених завантажень з минулих сесій, показ швидкості завантаження, панель контролю вікон.
1.14 (31 січня 2018 року). Вертикальний режим читання, редактор Markdown для нотаток, змінний порядок вебпанелей, змінний порядок пошукових рушіїв.
1.15 (25 квітня 2018 року). Встановлення зображення як фону заголовка вікна, меню «Закладки», доступ до адресного рядка в повноекранному режимі.
2.0 (26 вересня 2018 року). Синхронізація між пристроями, «плаваючі» панелі, зміна візуального розміру груп вкладок, відображення візуальних вкладок списком, переміщення панелі вкладок за сполученням клавіш Windows/Linux = Ctrl+Shift+PgUp/PgDn; macOS = Command+Shift+↑/↓, відкриття нових вкладок у новій групі, підказки до вебпанелей, більше пропозиції для «швидкого набору», нова вітальна сторінка, нові стандартні колірні схеми, встановлення мінімальної ширини складок.
2.1 (25 жовтня 2018 року). Створення нотаток зі швидких команд, пошук нотаток зі швидких команд, масштабування інтерфейсу зі швидких команд, відкриття елементів сторінки в новій вкладці через швидкі команди, підтримка відео AV1.
2.2 (13 грудня 2018 року). Збереження обраних вкладок у сесію, пришвидшена робота інтерфейсу, доступ до закритих вкладок зі швидких дій і клавіатури, налаштування адресного рядка, налаштування статусного рядка, вимкнення звуку у вкладках через контекстне меню, пошук у «швидкому наборі», показ клавіатурних скорочень на сторінці, відео поверх екрана, відкриття фонової вкладки за клацанням коліщатком у перемотці історії, автоматичне використання Widevine (EME) для Netflix, Prime Video тощо (лише в Linux).
2.3 (6 лютого 2019 року). Автоматичне створення групи вкладок, пропозиції з відвіданих раніше сторінок, ручне називання скриншотів, збереження сторінок як MHTML.
2.4 (27 березня 2019 року). Переміщення кнопок між панелями, контекстне меню у папках закладок, закладки з обраних вкладок, профілі користувачів, вбудований калькулятор.
2.5 (8 травня 2019 року). Підтримка Razer Chroma, нові опції вибору елементів сторінок, зміна розміру плиток у «швидкому наборі», контексті меню у папках на панелі закладок (лише в macOS).
2.6 (20 червня 2019 року). Вбудований блокувальник спливної реклами, лічильник непрочитаних вкладок, фільтрація введених паролів, значки пошукових рушіїв у рядку пошуку, синхронізація з підсвіткою навушників Razer Chroma.
2.7 (21 серпня 2019 року). Вимкнення звуку на сайтах заздалегідь, загальні налаштування для Flash програвача, інформація про сторінку під час її завантаження, ярлики робочого столу для різних профілів користувачів.
2.8 (19 вересня 2019 року). Керування закладками з клавіатури, зміна ширини колонок закладок та історії, відкриття меню за наведенням курсора без клацання, керування зображеннями з клавіатури.
2.9 (31 жовтня 2019 року). Заборона показу повідомлення про використання cookies, вебпанелі в режимі перегляду, панель вкладок у режимі перегляду, загальні налаштування сайтів, зміна порядку колонок закладок.
2.10 (19 грудня 2019 року). Передача даних про користувача від імені Chrome, зміна колірних схем за розкладом, згідно налаштувань операційної системи, затримка виконання команд, фокусування в панелі закладок, горизонтальна поява сповіщень замість вертикальної.
2.11 (12 лютого 2020 року). Кнопка для відображення відео поверх екрана, фокусування за F6/Shift+F6, автоматичне підлаштовування під світлу/темну тему операційної системи, переклад тексту установника.

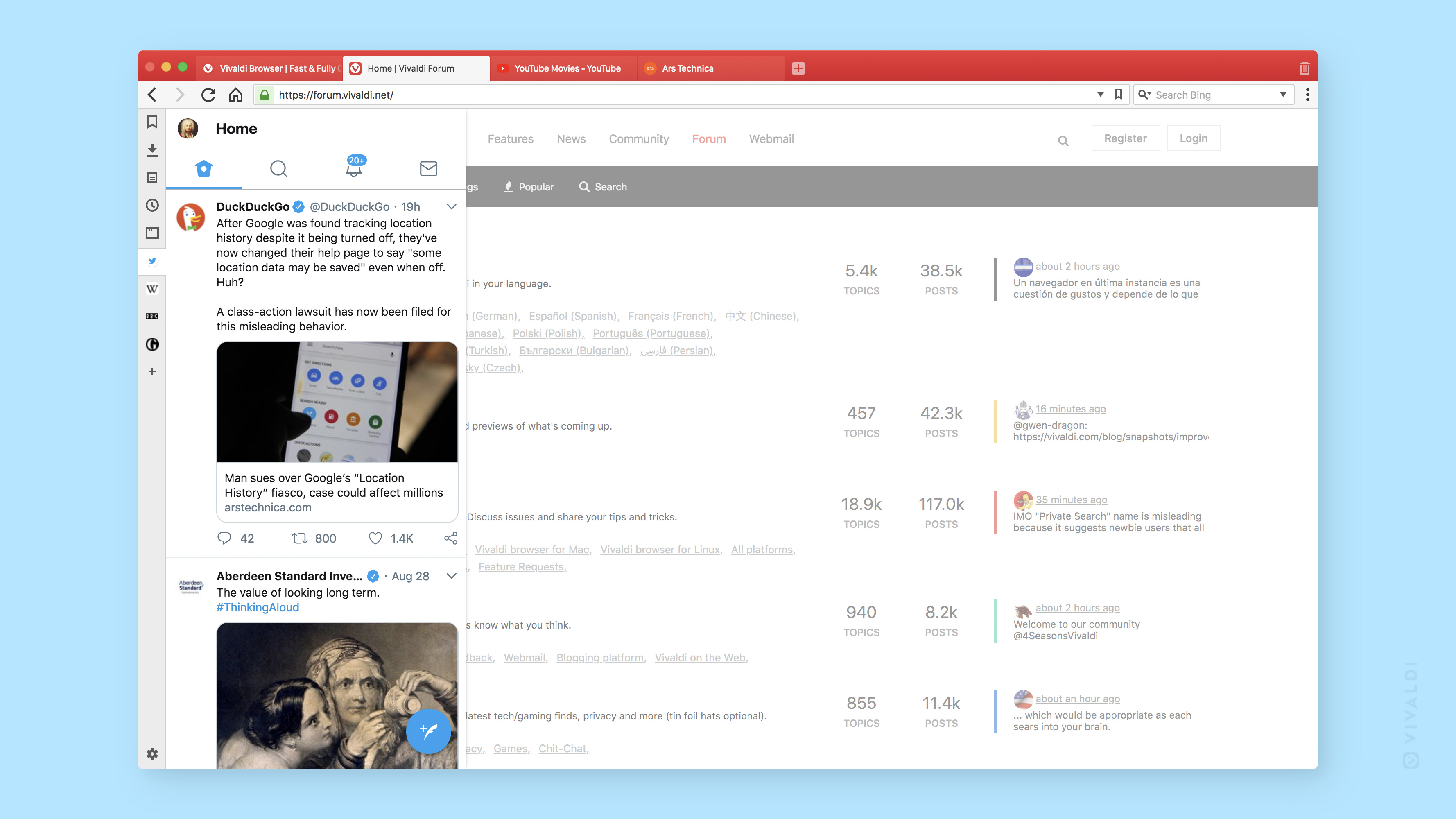
Vivaldi 3.0

3.0 (22 квітня 2020 року). Захист від стеження, наданий DuckDuckGo Tracker Radar, блокувальник реклами, годинник і календар у статусному рядку, вдосконалена просторова навігація та відео поверх екрана.
3.1 (11 червня 2020 року). Розширене редагування нотаток, налаштовувані меню.
3.2 (5 серпня 2020 року). Відтворення відео поверх екрана за межами браузера, керування звуком у фонових вкладках, опція зміни розташування кнопки закриття вкладки.
3.3 (10 вересня 2020 року). Режим «перерви», коли всі інтерактивні елементи браузера тимчасово вимикаються, групування закладок швидкого набору в папки, різні теми для звичайного та приватного режимів, підсвічування базового домена в рядку адреси.
3.4 (15 жовтня 2020 року). Оновлення відкритих сторінок за вказаним інтервалом часу, редагування контекстних меню, вбудована гра Vivaldia.
3.5 (8 грудня 2020 року). Відкриття нових вкладок у фоні за промовчування, клонування вкладок у фоні, покращений попередній перегляд вкладок, покращена доступність стримінгових сервісів Amazon Prime HD, Spotify, Peacock TV та ін., передавання вебадрес через QR-коди, налаштовувані меню.
3.6 (28 січня 2021 року). Опція відображати додатковий рядок вкладок замість групи вкладок. Відображення у вигляді списків: закладок, завантажень, історії переглядів, нотаток, панелей (тільки у Windows). Підтримка копіювання/вставлення вмісту на екрані налаштувань. Підтримка Touch ID на macOS.
3.7 (17 березня 2021 року). Підтримка ARM-процесорів Apple M1. Вдвічі пришвидшене відкриття нових вкладок і на 26 % пришвидшене відкриття нових вікон. Опція періодичного автоматичного оновлення вкладок. Автоматичне створення групи вкладок з одного домена. Налаштовувані контексті меню. Підсвічування шуканого тексту. «Тихі» оновлення (на Windows).
3.8 (29 квітня 2021 року). Автоматичне блокування повідомлень від сайтів про Cookie. Захист від технології збору даних FLoC. Новий дизайн іконок з округлими формами та без рамок. Налаштовувана прозорість панелей і рядка вкладок. Миттєве створення закладки за командою CTRL/CMD + D. Розширений набір швидких команд.
Версія 3.9 була доступна лише для закритого тестування.
4.0 (9 червня 2021 року). Інтеграція з сервісом мовних перекладів Vivaldi Translate, що дозволяє анонімно перекладати вебсторінки. Вбудовані поштовий клієнт (тільки для настільних версій), агрегатор новин і календар для планування завдань.
4.1 (28 липня 2021 року). Можливість групування вкладок «гармошкою» (декілька вкладок згораються в групу, що займає простір однієї вкладки). Задання ланцюжка автоматизованих дій. «Тихі» оновлення. Оцінка часу, потрібного для читання сторінки в режимі читання.
4.2 (15 вересня 2021 року). Переклад виділеного тексту у Vivaldi Translate. Поширення інформації через згенеровані QR-коди. Прокручувана бічна панель. Інтеграція з анонімною пошуковою системою Neeva в США.
4.3 (7 жовтня 2021 року). Можливість вибору зони для знімку екрана. Захищена спеціальним ключем синхронізація Vivaldi на різних пристроях. Панель зі статистикою завантажень. Вимкнення за замовчуванням Idle Detection API від Google (визначення бездіяльності користувача). Розширений набір мов для Vivaldi Translate. Поштовий клієнт, календар і агрегатор новин можуть використовувати для входу одночасно різні облікові записи. Підтримка Drag and Drop у поштовому клієнті. Підтримка PWA (Progressive Web Apps), що дозволяє зберігати вебсторінки в формі своєрідних застосунків.
5.0 (2 грудня 2021 року). Переклад виділеного тексту. Перегляд історії перекладів. Розширені інструменти створення тем оформлення та можливість ділитися темами. Перегляд завантажень у спливній панелі. У версії для Android запроваджено дворівневий рядок вкладок, бічну панель.
5.1 (9 лютого 2022 року). Прокручування панелі вкладок. Збереження сторінок для читання пізніше в списку читання. Швидкі налаштування початкової сторінки.
5.2 (6 квітня 2022 року). Доступ до списку читання з бічної панелі. Синхронізація списку читання на різних пристроях. Підрахунок заблокованих відстежувачів і реклам.
5.3 (1 червня 2022 року). Редагування панелей інструментів. Можливість створення скриптів для автоматизації дій із панелями.
5.4 (10 серпня 2022 року). Вимкнення звуку в конкретних вкладках. Жести мишкою. Можливість копіювати посилання на конкретні місця вебсторінок. Захищені з'єднання за промовчуванням. Удосконалення поштового клієнта.
5.5 (5 жовтня 2022 року). Список завдань у бічній панелі. Відображення завдань у вбудованому календарі. Полегшений вхід до облікового запису. Пришвидшена взаємодія з рядком адреси. Підтримка макетів розташування вікон у Windows 11.
5.6 (7 грудня 2022 року). Інтеграція з сервісами Mastodon і You.com. Закріплення груп вкладок. Новий стиль іконок у меню.
5.7 (23 лютого 2023 року). Підвищена швидкодія при великій кількості відкритих вкладок. Фонове відтворення аудіо. Заборона автовідтворення відео. Мастштабування інтерфейсу. Нагадування про синхронізацію.
Версії між 5.7 і 6.0 не були доступні широкому загалу.
6.0 (18 квітня 2023 року). Можливість використовувати власні іконки для тем оформлення та обмінюватися готовими темами. Об'єднання вкладок у робочі простори. Переміщення листів у вбудованому поштовому клієнті за методом drag-and-drop.
6.1 (8 червня 2023 року). Маскування під Microsoft Edge для користування пошуковою системою Bing. Можливість переставляти робочі простори та призначати їм власні піктограми з емоджі. Швидке копіювання посилань із вкладок.
6.2 (25 вересня 2023 року). Інтеграція з децентралізованою соціальною платформою Vivaldi Social на базі Mastodon. Оновлений інтерфейс пошуку, налаштувань і міток.
Версія 6.3 не була доступна широкому загалу.
6.4 (26 жовтня 2023 року). Більше налаштувань у відео поверх екрана. Доступ до різних облікових записів у вбудованому поштовому клієнті. Шаблони запланованих завдань у календарі.
6.5 (14 грудня 2023 року). Можливість зберігати сесії, що включають вікна програми та відкриті в них вкладки. Синхронізація всього журналу дій між Vivaldi на різних пристроях. Синхронізація відкритих вкладок. Робочі простори для групування вкладок.
6.6. (29 лютого 2024 року). Підтримка розширень Chrome. Налаштування глобальних дозволів для вебсайтів. Можливість задавати примусову темну тему на сторінках, де вона не підтримується. Швидший переклад у Vivaldi Translate. Розширений пошук у Vivaldi Mail. Імпорт/експорт списку читання та нотаток.
6.7. (25 квітня 2024 року). Заощадження використання оперативної пам'яті. Автоматичний визначник каналів оновлень вебсайтів. Спрощене створення робочих просторів.
6.8. (20 червня 2024 року). Попереднє завантаження листів у поштовому клієнті. Попередній перегляд вмісту листів. Скасування дій у поштовому клієнті. Показ використання оперативної пам'яті вкладками. Режим перерви, коли весь уміст вкладок приховується. Створення робочого простору з вибраних вкладок. Імпорт розширень з браузерів на базі Chromium.
6.9. (29 серпня 2024 року). Перейменування вкладок. Перетягування файлів з панелі завантажень. Перегляд синхронізованих вкладок на панелі вікон. Загальне покращення швидкодії.
7.0. (24 жовтня 2024 року). Новий дизайн, налаштовуваний під потреби користувачів. Вдосконалення новинної стрічки та поштового клієнта. 
7.1. (23 січня 2025 року). Новий віджет погоди. Налаштування вигляду віджетів. Переміщення вкладок між Vivaldi на різних пристроях. Спрощене додавання закладок до швидкого набору. Більше підтримуваних пошукових рушіїв. 
7.2. (18 березня 2025 року). Покращений пошук і підказки в адресному рядку. Пришвидшене завантаження сторінок. Змінені сполучення клавіш. Створення подій в календарі з поштового клієнта. 
Версія 7.3 не була доступна широкому загалу.
7.4. (19 травня 2025 року). Налаштування відображення елементів у адресному рядку. Пришвидшений запуск. 
7.5. (3 липня 2025 року). Кольорові групи вкладок. Нове контекстне меню вкладок. 

## Популярність
Кількість користувачів браузера Vivaldi порівняно невелика. Станом на 2025 рік, вона складає понад 3,5 млн користувачів.